# Жільбер Ашкар
Жільбер Ашкар (фр. Gilbert Achcar, араб. جلبير الأشقر; нар. 5 листопада 1951, Бейрут, Ліван) — франко-ліванський політичний дослідник, письменник, соціаліст троцькістського толку і антивоєнний активіст. Один з лідерів Революційної комуністичної ліги, французької секції Четвертого інтернаціоналу, і її наступниці Нової антикапіталістичної партії.

## Біографія
Постійно жив у Лівані до свого переїзду до Франції в 1983 році. Ашкар є професором політики і міжнародних відносин в Університеті Париж-8 (Вінсен — Сен-Дені), з 2007 року — професором прикладних досліджень та міжнародних відносин Школи східних і африканських наук Лондонського університету. Часто друкується у виданнях «Le Monde diplomatique», «Z Communications» і «International Viewpoint», співпрацює з Міжнародним інститутом досліджень і освіти (МІІО).

## Дослідження
Дослідницькі інтереси Жильбера Ашкар включають: політичну економію і соціологію глобалізації, глобальну структуру влади і «велику стратегію» («grand strategy»), розгортання глобальної гегемонії Сполучених Штатів і устремління інших імперіалістичних центрів, політичний та економічний розвиток країн Близького Сходу і Північної Африки (в тому числі події, причини і наслідки «Арабської весни»), соціологію релігії в цілому, і ісламу та ісламського фундаменталізму зокрема, соціальні зміни і соціальні теорії. Він також є автором фундаментальної монографії «Араби і Голокост» (2010), в якій розглядає контакти між арабськими лідерами і нацистами і їх вплив на наступні арабо-ізраїльські відносини і, за словами Таріка Алі, деконструюють багато спрощені міфи.